# Station Hellvik
Station Hellvik is een station in  Hellvik in de gemeente Eigersund in het zuidwesten van Noorwegen. Het station ligt aan Sørlandsbanen, en wordt alleen bediend door  de stoptreinen van Jærbanen richting Stavanger en Egersund. 